# Goassa
Goassa est une localité située dans le département de Mané de la province du Sanmatenga dans la région Centre-Nord au Burkina Faso.

## Géographie
Goassa est situé à 5 km à l'ouest de Zincko, à 9 km au nord de Mané, le chef-lieu du département, et de la route régionale 14 allant vers Kaya, la capitale régionale distante de 40 km à l'est.

## Économie
Les activités du village reposent essentiellement sur l'agro-pastoralisme.

## Éducation et santé
Le centre de soins le plus proche de Goassa est le centre de santé et de promotion sociale (CSPS) de Zincko tandis que le centre hospitalier régional (CHR) se trouve à Kaya.
Le village possède un centre d'alphabétisation mais l'école primaire et le collège les plus proches sont à Zincko.